# Alan Hudson
Alan Anthony Hudson est un footballeur anglais né le 21 juin 1951 à Chelsea (Londres). Il est le père d'Anthony Hudson.

## Biographie
En 1997, il est renversé par une voiture en traversant une rue de Londres. Grièvement blessé, il subira près de 70 interventions chirurgicales. Il se met à l'écriture, rédige quelques livres dont son autobiographie et devient journaliste pour la revue hippique Sporting life.

## Palmarès
- 2 sélections et 0 but avec l'équipe d'Angleterre en 1975.